# Ölkällarkuppen
Ölkällarkuppen, även kallad ölhallskuppen (tyska: Hitlerputsch), var ett försök till statskupp som Adolf Hitler och Nationalsocialistiska tyska arbetarepartiet (NSDAP) genomförde i Bürgerbräukeller i München den 8–9 november 1923.
Vid kuppen deltog Max Erwin von Scheubner-Richter, som omkom. Efteråt framställde nazistregimen honom som martyr.

## Bakgrund
Under 1923 drabbades Tyskland av svår ekonomisk kris. Den stora inflationen ledde till att priser steg kraftigt och många tyskar förlorade sina besparingar. Strejker och oroligheter blev vanliga i flera städer.
Den franska ockupationen av Ruhrområdet förvärrade situationen. Frankrike besatte området för att kräva in obetalda krigsskadestånd, vilket skapade stark vrede och förstärkte misstron mot Weimarrepublikens regering.

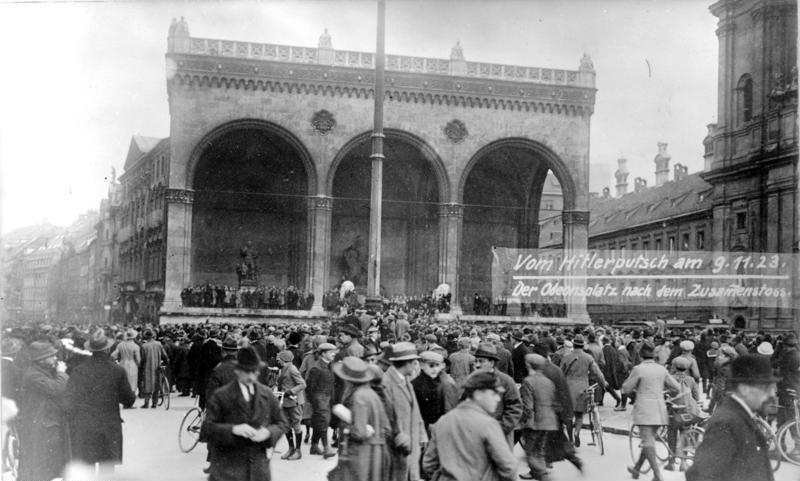
Odeonsplatz efter kuppförsöket.

Regeringen saknade förmåga att lösa krisen och stod handfallen inför de ekonomiska problemen. I augusti 1923 krävde socialisterna regeringens avgång. Förtroendet för staten minskade ytterligare.
I denna situation växte stödet för Nationalsocialistiska tyska arbetarepartiet (NSDAP). Partiet lockade många missnöjda och hade i november 1923 omkring 55 000 medlemmar. Deras paramilitära gren, SA, ledd av Hermann Göring, samlade cirka 15 000 man.

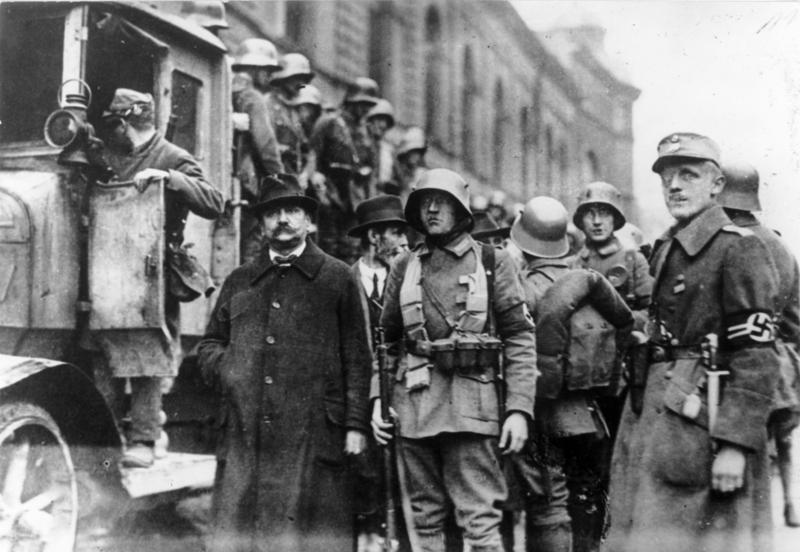
Nazistiska trupper griper socialistiska stadsråd.

Under hösten 1923 planerade NSDAP fjorton massmöten i München. Som svar på detta utlyste den bayerska regeringen undantagstillstånd för att försöka begränsa partiets aktiviteter.
Samtidigt fanns en vilja inom militären att avsätta regeringen genom en statskupp. Vissa militära ledare ville återinsätta kungahuset Wittelsbach. Adolf Hitler, partiledare för NSDAP, litade inte på militären och befarade att de skulle gå förbi honom. Därför ville Hitler agera före militären.

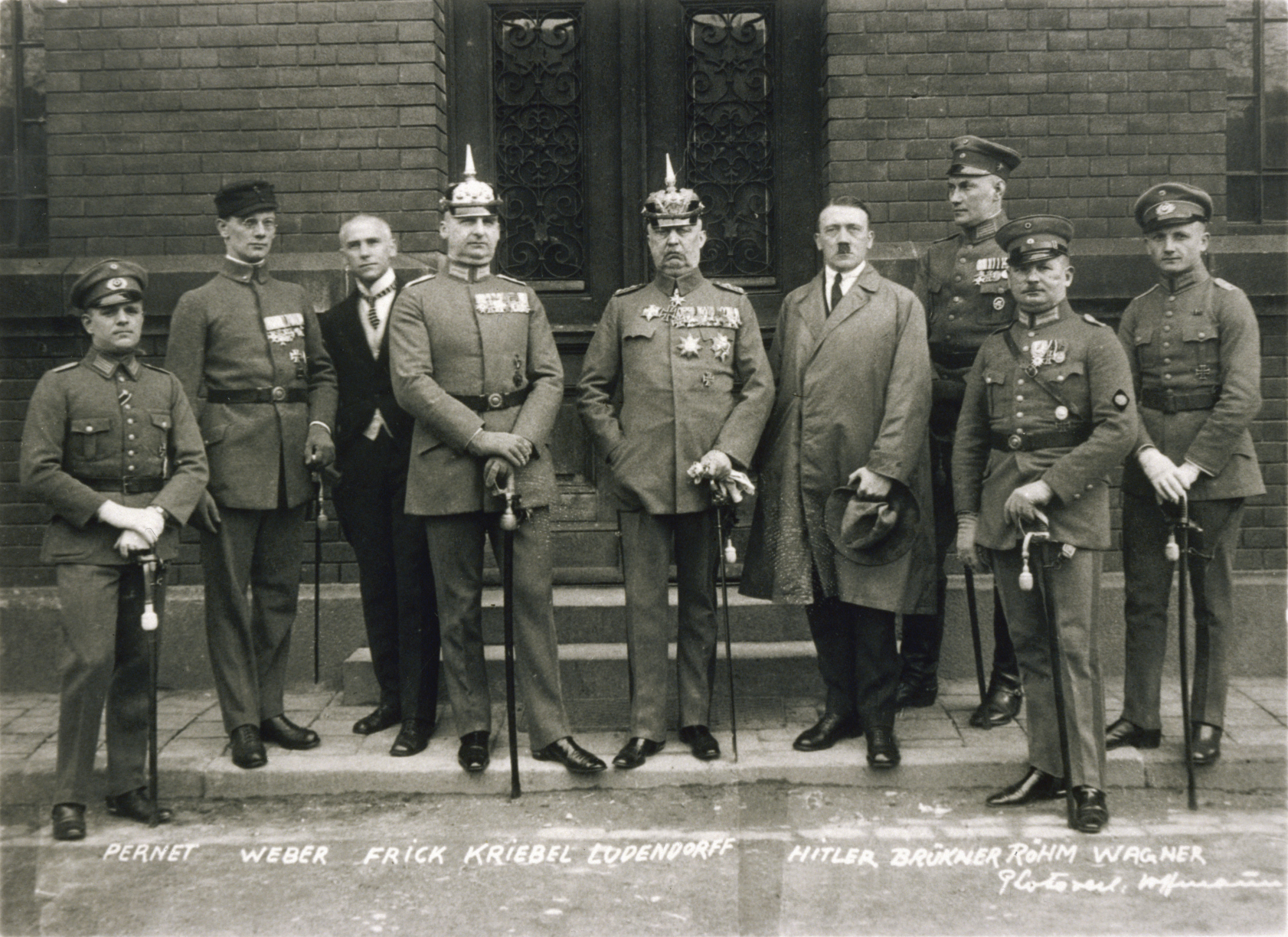
Åtalade efter kuppförsöket: Heinz Pernet, Friedrich Weber, Wilhelm Frick, Hermann Kriebel, Erich Ludendorff, Adolf Hitler, Wilhelm Brückner, Ernst Röhm och Robert Wagner.

## Kuppförsöket
Den 8 november höll Gustav Ritter von Kahr ett möte. Under mötet rusade Hermann Göring in i salen med 25 brunskjortor. Adolf Hitler ställde sig på ett bord, avfyrade ett skott i taket med en revolver och ropade:

Den nationella revolutionen har börjat! Denna sal är besatt av 600 tungt beväpnade män. Ingen får lämna salen. Bayerns och rikets regeringar har avsatts, och en provisorisk nationalregering har bildats. Armé- och poliskasernerna har blivit besatta, trupper och polis är på marsch mot staden under hakkorsflaggan.

I verkligheten hade de 600 SA-männen bara en kulspruta i förhallen. Bluffen lyckades dock inledningsvis och fick stöd av vissa grupper. Samtidigt kallades förstärkningar in från närliggande regementen, den bayerska statsregeringen flyttade till Regensburg, och von Kahr upplöste NSDAP. Kronprins Ruprecht vägrade stödja kuppen.
På morgonen den 9 november marscherade Hitler med 3 000 man mot centrum. Vid Odeonsplatz öppnade polisen eld, vilket besvarades. Efter två timmars strider kapitulerade Ernst Röhm och greps. Under eldstriden dödades sexton nazister och tre poliser. Göring skadades svårt men lyckades fly till Österrike. Hitler, som också skadades, flydde i bil men greps den 11 november i Uffing.
Efteråt hävdade Hitler att han aldrig hade tänkt använda våld, att han var säker på stöd från polis och militär, och att han ville genomföra kuppen med deras stöd.

## Rättegång
Under den 34 dagar långa rättegången, som varade från den 26 februari till den 1 april 1924, lyckades Hitler framstå som en martyr som stått upp emot de politiker som förrått Tyskland när Versaillesfreden slöts i juni 1919. Anklagelsen för högförräderi lyckades han i sitt försvar manipulera till fosterlandskärlek. Den 1 april 1924 dömdes han till det mildaste straffet, fem års fängelse. Han avtjänade dock endast nio månader av straffet, och frisläpptes den 20 december 1924. Rättegången blev mycket uppmärksammad i de tyska tidningarna och även internationellt då den bevakades av utländska korrespondenter.
Hitler var internerad i fängelset i Landsberg, sex mil väster om München. I fängelset höll Hitler politiska diskussioner med de andra dömda nazisterna och skrev där boken Mein Kampf. NSDAP, som förbjöds, föll sönder utan honom, vilket passade honom utmärkt eftersom ingen då kunde hota hans ledarposition när han kom ut. Han avsade sig formellt ordförandeposten i partiet för att blidka myndigheterna. 
Hans första tal efter frigivningen, som han höll i februari 1925, samlade 4 000 åhörare. Han grundade partiet på nytt ett år senare, nu med oinskränkt makt. Och istället för att med kupp ta makten var nu hans påstådda mål att lyckas demokratiskt: "Om det tar längre tid att rösta bort dem än att skjuta bort dem, så är resultatet i alla fall garanterat av deras egen konstitution. Varje laglig process är långsam. Förr eller senare skall vi ha majoriteten – och sedan Tyskland."